# Дідваке (Кобулеті)
Дідваке (груз. დიდვაკე) — село в Грузії.
За даними перепису населення 2014 року в селі проживає 4 осіб.